# 辰水村
辰水村（たつみずむら）は三重県安濃郡にあった村。現在の津市美里町の北東部、穴倉川とその支流の流域にあたる。

## 地理
- 山岳：経が峰、長谷山
- 河川：穴倉川、北高座原川、高座原川、久保川

## 歴史
- 1889年（明治22年）4月1日 - 町村制の施行により、家所村・穴倉村・高座原村・船山村・日南田村の区域をもって発足。
- 1954年（昭和29年）10月1日 - 長野村・高宮村と合併して美里村が発足。同日辰水村廃止。